# لي جينغلينغ
لي جينغلينغ (بالصينية: 李景亮؛ مواليد 20 مارس 1988) هو مقاتل فنون القتال المختلطة أمريكي. ينافس في وزن الوسط في يو إف سي.

## وصلات خارجية
- لي جينغلينغ على موقع يو إف سي (الإنجليزية)
- لي جينغلينغ على موقع شيردوغ (الإنجليزية)
- لي جينغلينغ على موقع Tapology.com (الإنجليزية)
- لي جينغلينغ على موقع IMDb (الإنجليزية)
- لي جينغلينغ على موقع قاعدة بيانات الفيلم (الإنجليزية)